# Osutka zwyczajna jodły

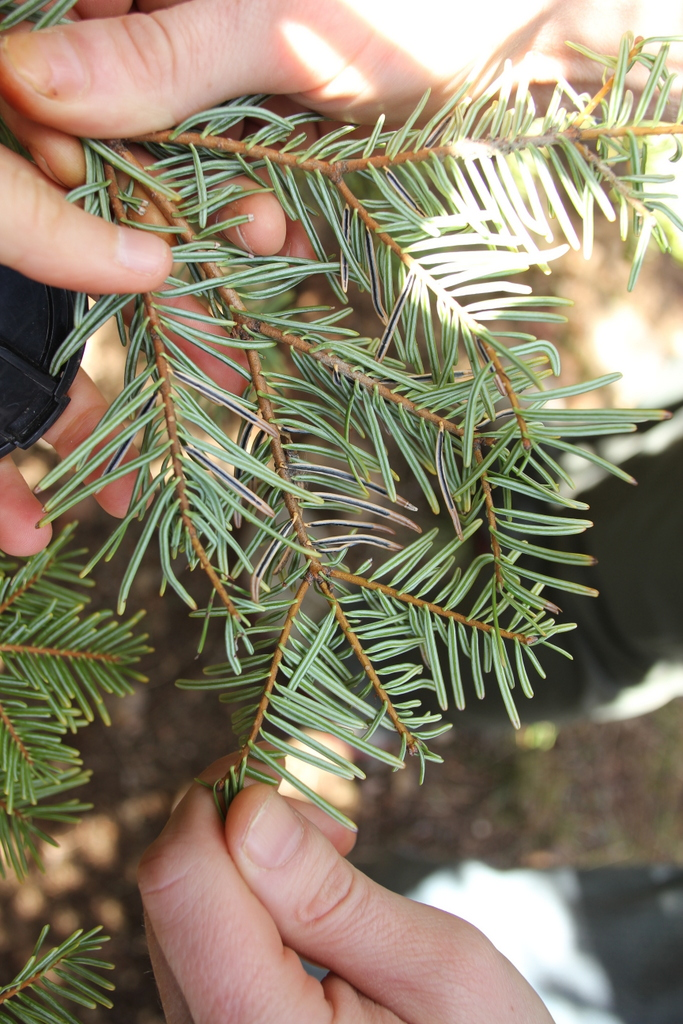
Czarne paski na dolnej stronie igieł (skupiska apotecjów patogenu)

Osutka zwyczajna jodły (ang. needle cast of fir) – choroba jodły (Abies) wywołana przez mikroskopijnego grzyba Lirula nervisequa.

## Objawy i szkodliwość
Choroba powoduje żółknięcie i brunatnienie igieł. Specyficznym jej objawem są wyraźnie na igłach widoczne, czarne, wydłużone apotecja powstające wzdłuż głównego nerwu na dolnej stronie 2–3 letnich igieł. Oprócz nich mogą wystąpić także pyknidia, widoczne są ich ostiole w postaci kropek.
Choroba znana jest w całym rejonie występowania jodły pospolitej (Abies alba), jednak tylko lokalnie bywa uciążliwa. Zapobiega się jej przez niedopuszczenie do przegęszczenia nalotów i podrostów.